# 寺島なつ
寺島 なつ（てらしま なつ、1980年10月28日 - ）は、日本の元グラビアアイドル、元タレント。過去には、ディ・グランドプロデュース、後にイエローキャブに所属していた。元、お笑いコンビ、NATSU&MEGU（後、ナツメグ）のメンバーでもあった。
1999年頃引退した。

## 写真集
- 『G SHOCK_寺島なつ写真集』 リイド社 1997年10月
- 『ダブル・サマー_寺島なつ写真集』 コンパス 1998年7月

## ビデオ
- 『VIDEO IDOL スコラ Gカップのマーメイド』 スコラ 1998年1月
- 『寺島なつ ファイナル・ビューティ』 竹書房 1998年11月20日

## 出演番組
- BiKiNi（テレビ東京）
- スーパージョッキー（日本テレビ）
- グラビアの美少女（MONDO21（現：MONDO TV））
- ウッチャンナンチャンの炎のチャレンジャーこれができたら100万円!!（テレビ朝日）

| スタブアイコン | サブスタブ | この項目は、まだ閲覧者の調べものの参照としては役立たない、アイドル（グラビアアイドル・ライブアイドル・ネットアイドル・レースクイーン・コスプレイヤーなどを含む）に関連した書きかけの項目です。この項目を加筆・訂正などしてくださる協力者を求めています（P:アイドル/PJ:芸能人）。 |